# Mazurka

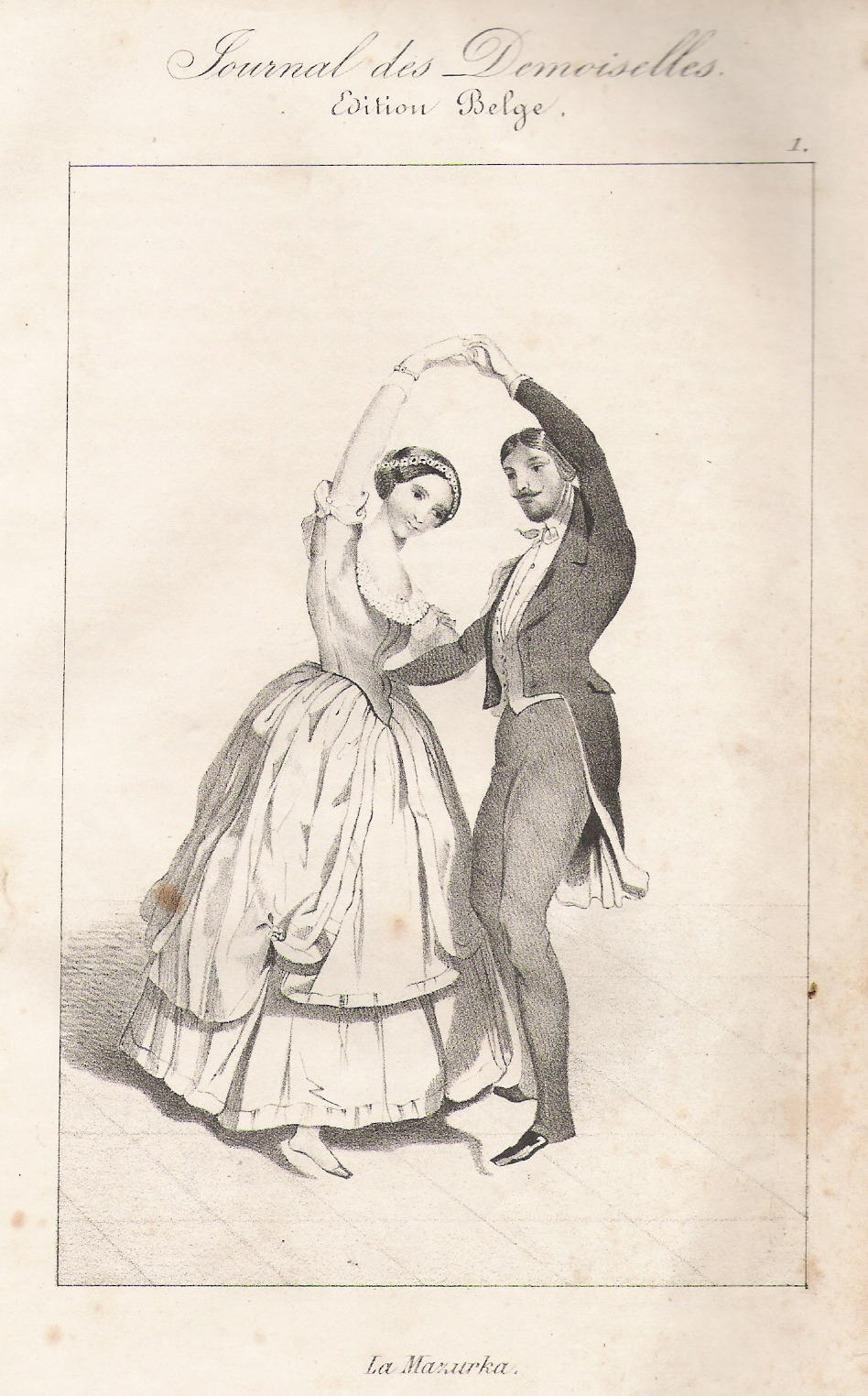

A mazurka lassú ¾-es ütemű, lengyel eredetű tánc.
A mazurka elnevezés a lengyel Mazóvia terület nevéből ered. További elnevezései: Warschauer (Varsovienne, Lipcse, 1736), Polka Mazurka, Masollka (Tirol), Flohbeutler – „bolhacsípés” (Stájerország), Tramplan – „dobogós” (Karintia), Wiener Walzer – „bécsi keringő” (Felső-Ausztria), Cevvee (Alsó-Ausztria), Flohschüttler – „bolharázó” és Baaschlenkerer (Németország), Mistträppeler (Svájc) és számos egyéb néven ismeretes.

## Története
A Mazurek táncnemet először 1345-ben említik.
Az 1697–1763 között fennálló szász–lengyel perszonálunió elősegítette, hogy a szászok megismerjék a lengyel táncokat. Ezek a táncok nagyon leegyszerűsített változatban élnek a parasztság körében.
1840-ben újra Németországba került a mazurka, mégpedig Párizsból, ahol a városi polgárság társastánca volt. Gyorsan elterjedt városban és vidéken egyaránt. Az akkori politikai háttérben a lengyelek éppen szabadságukért küzdöttek. A „Varsovienne” körülbelül ugyanebben az időben terjedt el.
A mazurka a 19. század vége felé bukkant föl az alpesi zenészek kottáiban, és 1900-tól lett gyakori.

## A zene
Zenei szempontból különösen említésre méltó egyrészt az első ütemben szereplő pontozott nyolcad, másrészről pedig, hogy ebből adódóan a hangsúly a második ütemre tolódik.
További jellemzője a tipikus keringő-hangzás, amelyben egy mély negyedhangot (basszust), efölött pedig két magasabb negyedhangot (akkord) hallunk. Tipikusan ismétlődnek az egyes zenei motívumok és témák, sőt akár egész zenei részek is, amelyeket egy kontrasztos középrész választ el egymástól. Ennek a középrésznek mások az akkordjai, eltérő a dinamikája (általában piano), és a hangszíne (mivel itt feloldják az előjeleket). A mazurka általában ¾-es lüktetésű.
Ez a tánc Frédéric Chopin által lett nemzetközileg ismert, aki mintegy 60 mazurkát írt zongorára, így ezt a zenét a népi kultúrából a zeneművészetbe vezette. Rajta kívül komponált még mazurkát Alekszandr Nyikolajevics Szkrjabin, Karol Szymanowski, és id. Johann Strauss, illetve a modern gitártechnika megalapozója, Francisco Tárrega is.
A dallam eredetileg leggyakrabban moll jellegű hangsor. Az osztrák alpesi néptáncok között azonban mégis inkább dúr hangsorok találhatók.

## Tánclépések
A mazurka egy néptánc. A többi néptánchoz hasonlóan többféle változatban él többek közt Németország, Ausztria, Svájc, Olaszország, Franciaország, Svédország, Norvégia, Hollandia, Litvánia, sőt Dél-afrika búrok lakta területein.
Ausztriában három fő változatát különböztetik meg:
- Polka-Mazurka (Masur)
- Warschauer (Varsovienne)
- szabad mazurkaforma (falusi)

## Táncleírások

### A németországi Polka-Mazurka
Aenne Goldschmidt a Német néptánc kézikönyve című könyvében a következő magyarázattal írja le ezt a táncot: „Ez az ‚egyszerűsített Warschauer‘ az úgynevezett ‚Polka-Mazurka‘ formában ismeretes, amely ennek előtte a városok társastáncaként volt gyakori.“
A gyakorlatban:
1. 1 mazurkalépés a külső lábbal
2. 1 keringőlépés a külső lábbal, fél fordulattal jobbra

A táncban a figurák tükörképként ismétlődnek. A forgás jobbra történhet.
Ritmusképlet a lépésekben:
Férfitáncos: BJJ BJB JBB JBJ
Táncosnő: JBB JBJ BJJ BJB

### Mazurka de Samatan (francia mazurka)
A Mazurka de Samatan nevű, gascogne-i eredetű táncfajtát német területen francia mazurka néven ismerik és táncolják. Ez négy részből áll:
1. az első mazurkalépés a táncostól balra, a harmadik lépés szökellve
2. egy keringőlépés negyedfordulattal balra
3. a második mazurkalépésnél forgás jobbra, közvetlen összefogással
4. egy keringőlépés teljes fordulattal jobbra.

Ennek a mazurkának az az érdekessége, hogy tánc közben a pár előbb egy negyedfordulatot tesz balra, majd 5/4-et jobbra fordul.
Hasonló változatok léteznek a Fekete-erdő vidékén is.

## Fordítás
- Ez a szócikk részben vagy egészben  a   Mazurka című német Wikipédia-szócikk ezen változatának fordításán alapul.  Az eredeti cikk szerkesztőit annak laptörténete sorolja fel. Ez a jelzés csupán a megfogalmazás eredetét és a szerzői jogokat jelzi, nem szolgál a cikkben szereplő információk forrásmegjelöléseként.